# ارنست پورتگن

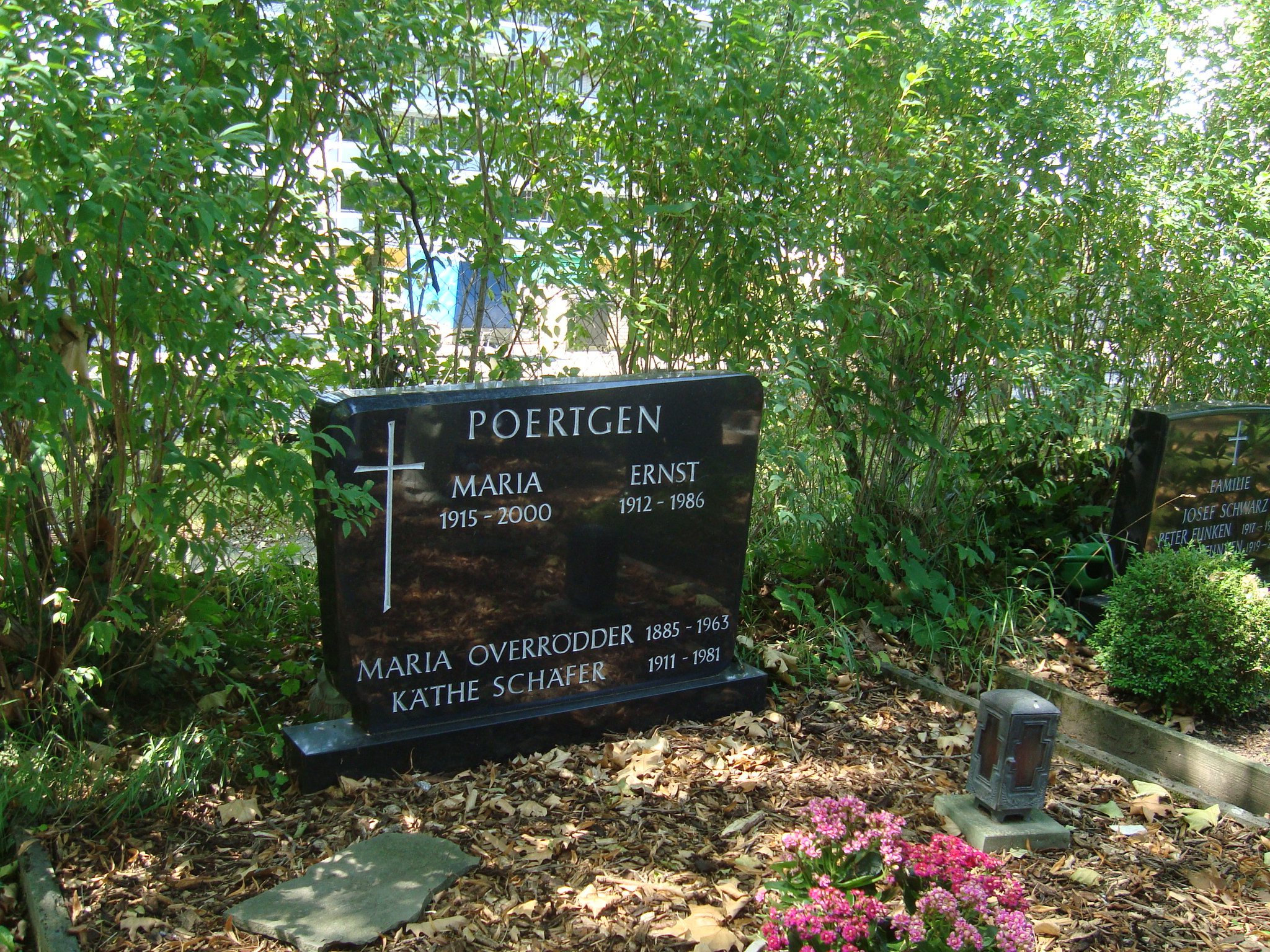
نمایی از سنگ‌مزار ارنست پورتگن - ۲۰۱۵

ارنست پورتگن (انگلیسی: Ernst Poertgen; ۲۵ ژانویهٔ ۱۹۱۲ – ۳۰ نوامبر ۱۹۸۶) بازیکن فوتبال اهل آلمان بود.
از باشگاه‌هایی که در آن بازی کرده‌است می‌توان به باشگاه فوتبال نورنبرگ، باشگاه فوتبال شالکه ۰۴، و باشگاه فوتبال شوارتز-وایس اسن اشاره کرد.
وی همچنین در تیم ملی فوتبال آلمان بازی کرده‌است.